# Xingyi
Koordinaten: 25° 5′ N, 104° 54′ O

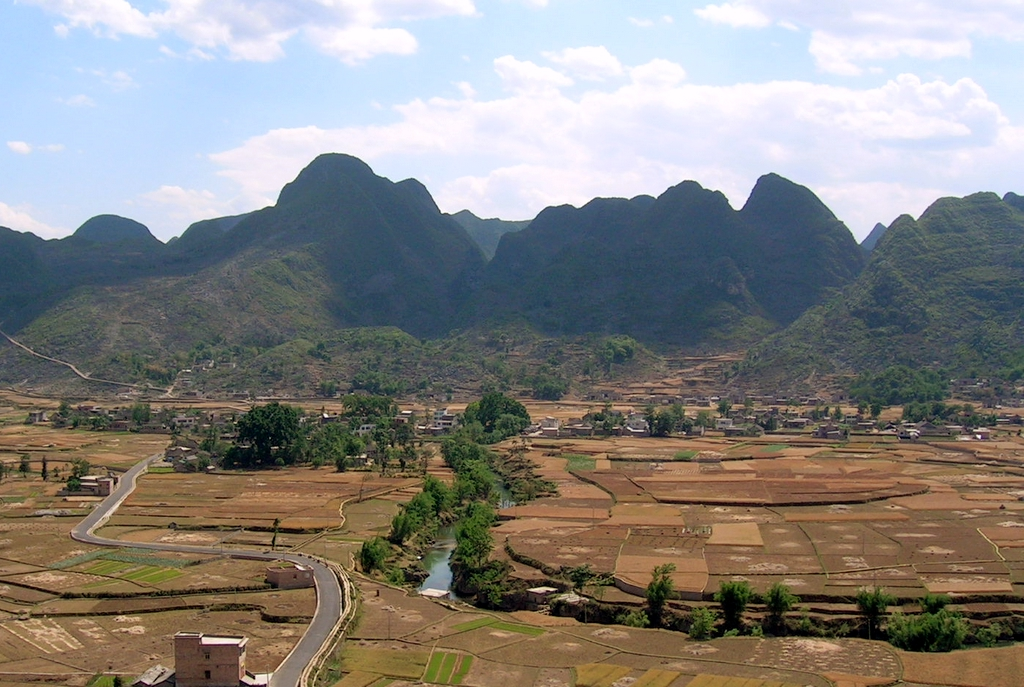
Landschaft bei Xingyi

Xingyi (兴义市,  Xīngyì Shì) ist eine chinesische kreisfreie Stadt in der Provinz Guizhou. Sie gehört zum Verwaltungsgebiet des Autonomen Bezirks Qianxinan der Bouyei und Miao. Xingyi hat eine Fläche von 2.913 km² und zählt 833.000 Einwohner (Stand: Ende 2018). Sie ist die Bezirkshauptstadt sowie das Verkehrs-, Verwaltungs- und Handelszentrum von Qianxinan.